# チャンドラヤーン2号
チャンドラヤーン2号（チャンドラヤーン2ごう、Chandrayaan-2、サンスクリット: चंद्रयान-२）は、インド宇宙研究機関 (ISRO) による月探査ミッションである。当初はインドのオービターとロシアのランダー/ローバーによる共同計画であったが、後にインド単独の計画となった。2019年7月に打ち上げられ、8月に月周回軌道へ投入された（着陸は失敗）。
車輪のついたローバーは月表面を移動し、土や岩のサンプルを採取してその場で科学的な分析を行い、そのデータはオービタから地球に送信される予定であった。チャンドラヤーン1号のミッションを成功させたミルスワミー・アナドゥライの率いるチームが引き続き運営を担当している。

## 歴史

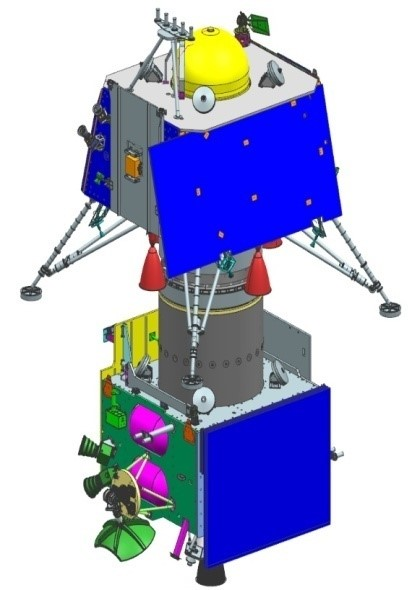
チャンドラヤーン2号のCG図

インド政府は、マンモハン・シン首相の下で、2008年9月18日にミッションを承認した。
2007年11月12日、ロシア連邦宇宙局とインド宇宙研究機関の代表者が、チャンドラヤーン2号のプロジェクトに対して両機関が協力するという協定に調印した。インド宇宙研究機関はオービタを担当し、ロシア連邦宇宙局はランダー/ローバーを担当することとなった。宇宙船の設計は、両国の科学者の合同チームにより2009年8月に完成した。チャンドラヤーン2号はインドのGSLV打上げ機によって2013年中に打ち上げられる予定であった。ロシア側のこの探査計画はルナグローブ2（ルナ・レスールス）と呼ばれていた。
2013年8月に、ロシアの探査機を外して、インドの探査機のみの単独ミッションで打ち上げることに変更したことが明らかにされた。この大きな変更は、ロシアのフォボス・グルントミッションの失敗を受けて信頼性向上の対策を行った結果、重量が超過したためにインド単独の計画にするよう見直しされた。またこれに伴って、2013年に予定されていた打ち上げ時期は2016年か2017年へと変更された。

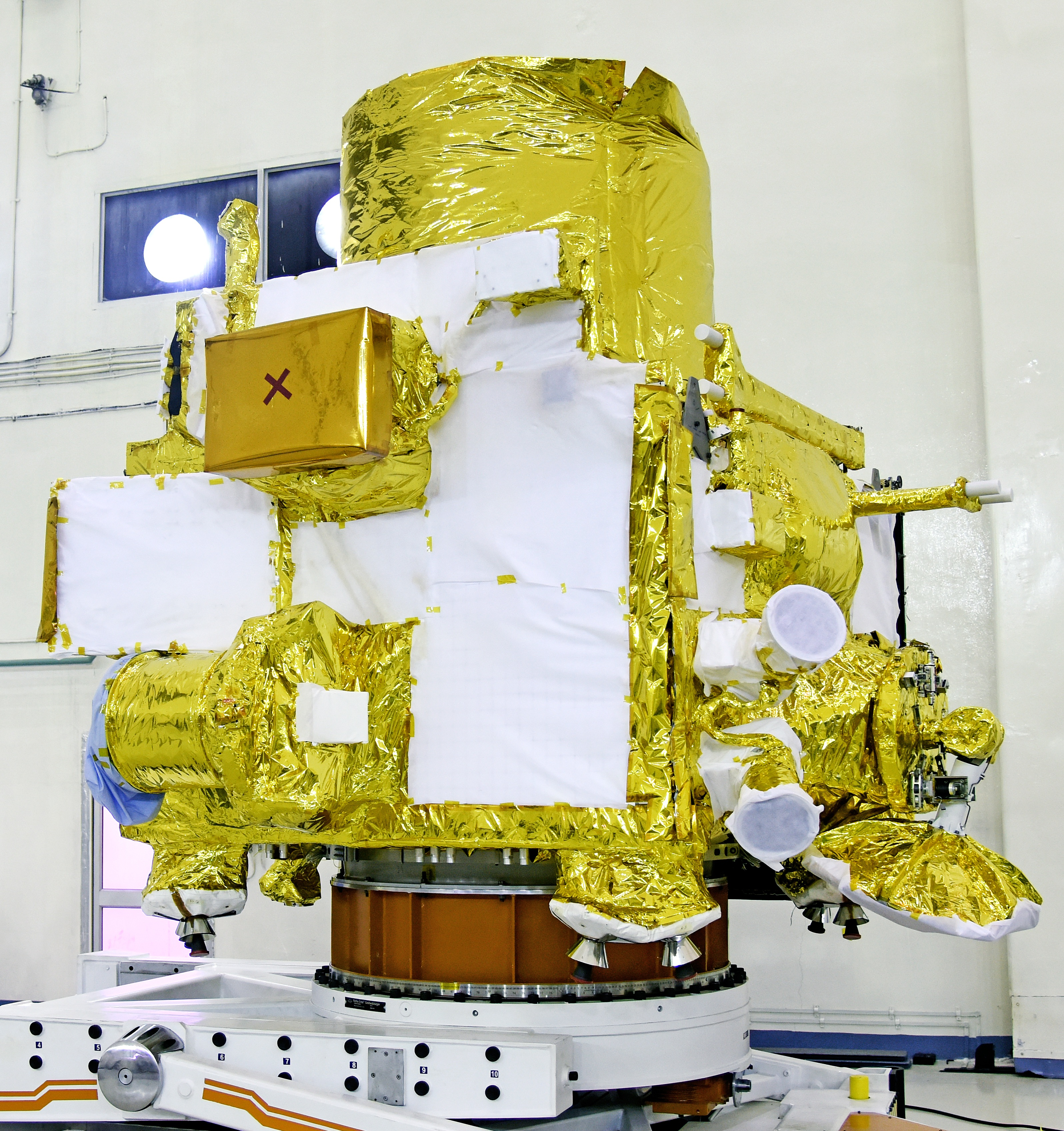
打ち上げ前のチャンドラヤーン2号オービター

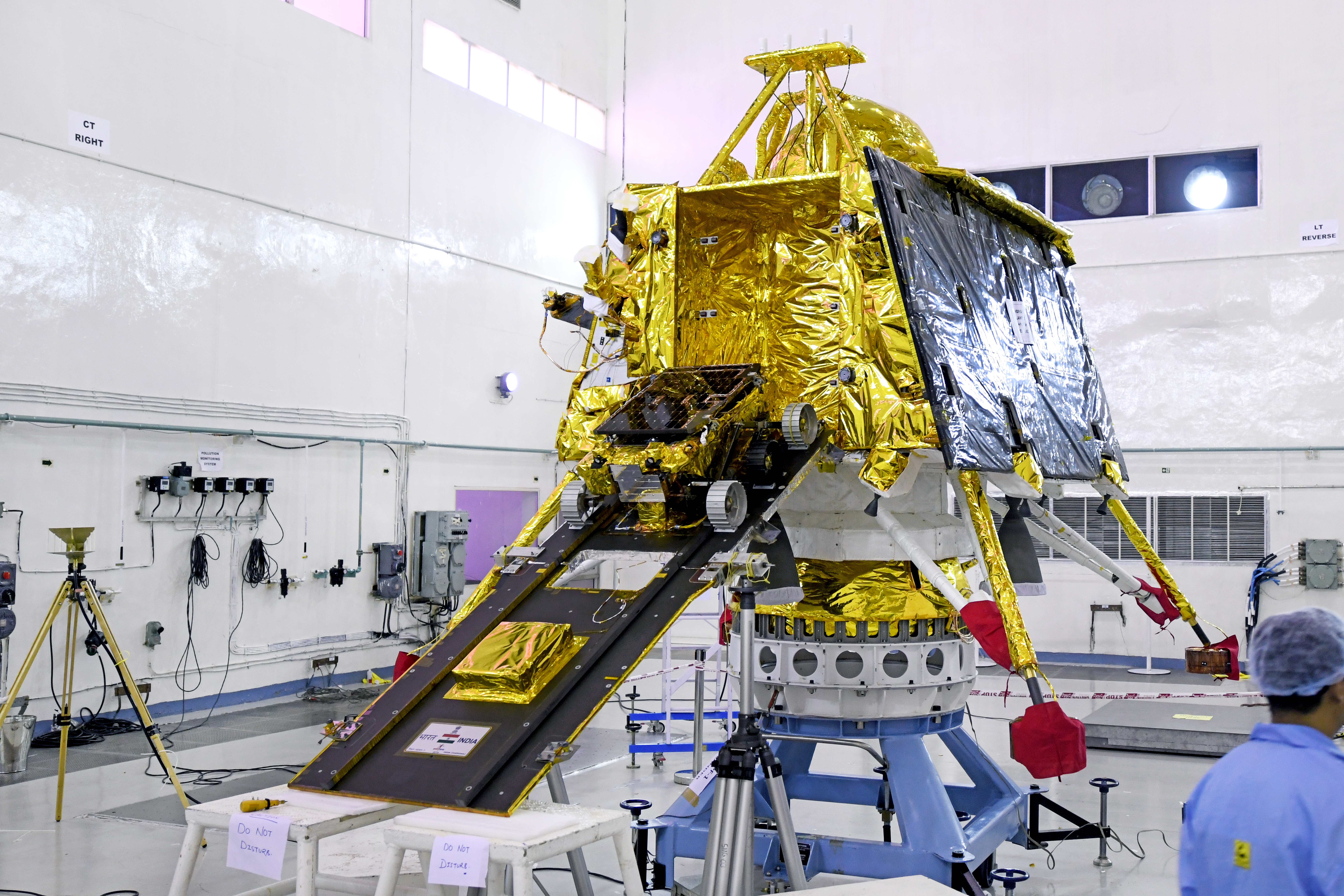
打ち上げ前のチャンドラヤーン2号ランダーとローバー

しかし打ち上げはさらに遅延し、最終的に2019年7月22日に新型のロケットであるGSLV-IIIロケットにて打ち上げられた。すべてうまく行けば、着陸機が9月上旬には月面の南極域に降り立つ予定であった。
月への軌道を順調に飛行した後、9月2日に着陸機「ビクラム」を切り離し、月面に向けて高度を徐々に下げていたが、現地時間9月7日午前2時ごろ（日本時間同5時半ごろ）、月面の上空2.1キロ付近まで降下したところで交信が途絶えた。正式に着陸が失敗したとは認めてないものの、ナレンドラ・モディ首相は「科学に失敗はない」と述べて事実上失敗したことを認め、インド宇宙研究機関は「90 - 95％の目標は達成した」として通信の失敗原因に触れなかった。インド宇宙研究機関の匿名筋の情報として分解はしておらず一塊のままと報じられていたが、アメリカ合衆国のNASAは南極から約600キロ離れた高地に衝突して約20か所に破片が散乱しているビクラムの衛星写真を公開した。
結局ISROは2020年1月1日、当初の予定には無かったチャンドラヤーン3号の計画を正式に発表し、月面着陸はそちらで目指すことになった。なお現地のメディアによればチャンドラヤーン3号は2020年11月までに打ち上げられる予定といわれていたが、その後の報道では2021年、さらに2023年へと延期された。最終的に2023年7月14日に打ち上げられ、8月23日に月面着陸に成功した。

## 設計

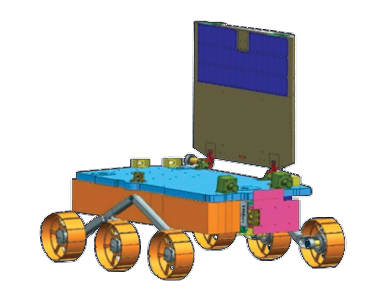
プラギャンのCG図

ロシアは、ランダーとローバーを設計し、製造した。宇宙船が月軌道に入ると、ローバーを抱えたランダーがオービタから放出され、月面に着陸して、ローバーがランダーの中から外へ転がり出る。インド宇宙研究機関は、オービタに核エネルギーで電力を供給する実現可能性について研究を行う。
アメリカ航空宇宙局と欧州宇宙機関も、オービタに積む計測機器を提供する形でミッションに参加する。既にインド宇宙研究機関に提案を送っていると報じられている。

### ローバー
ローバー「プラギャン」(サンスクリット: प्रज्ञान 日本語: 知恵、叡智) の質量は27kgで、6つの車輪を備え、太陽電池で走行する。月の南極付近に着陸し、月の1日、地球の1日にして約14日運用される。毎秒1cmの速度で進み走行距離は500mを予定していた。